# Ludwig Meyer (Politiker, 1857)

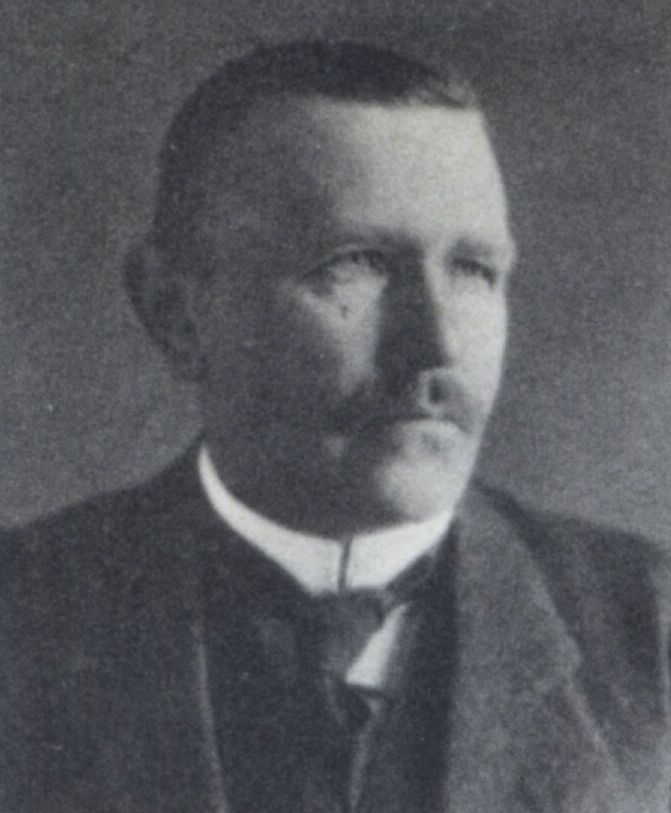
Ludwig Meyer als Reichstagsabgeordneter 1912

Ludwig Meyer (* 31. August 1857 in Siems; † 1938) war ein deutscher Rittergutsbesitzer und Mitglied des Deutschen Reichstags.

## Leben
Meyer besuchte das Gymnasium zu Lübeck. Er erlernte die Landwirtschaft in Mecklenburg und übernahm 1884 das väterliche Gut Ober Paulsdorf im Kreis Rosenberg. Als Einjährig-Freiwilliger war er im Dragoner-Regiment Nr. 22. Er war Rittmeister der Landwehr, Mitglied des Kreisausschusses, der Landwirtschaftskammer für Schlesien, Landesältester und Vorsitzender des landwirtschaftlichen Kreisvereins.
Von 1912 bis 1918 war er Mitglied des Deutschen Reichstags für den Wahlkreis Regierungsbezirk Oppeln 1 Kreuzburg, Rosenberg O.S. und die Deutschkonservative Partei.